# Borromäus
Borromäus ist ein männlicher Vorname.

## Herkunft und Bedeutung
Borromäus ist eine Latinisierung des italienischen Familiennamens Borromeo. Als Vorname kam es in Gebrauch durch die Verehrung des katholischen Heiligen Karl Borromäus.

## Verbreitung
Borromäus wird sehr selten als erster Vorname vergeben, meist tritt es als zweiter Vorname in Verbindung mit dem Namen Karl auf.

## Namenstag
4. November: Heiliger Karl Borromäus (1538–1584), Kardinal, Erzbischof von Mailand und Gegenreformator

## Namensträger
- Carl Borromäus Cünzer (1816–1872), deutscher Schriftsteller
- Carl Borromäus Egger (1772–1849), deutscher römisch-katholischer Geistlicher und Politiker
- Karl Borromäus Frank (auch Karl B. Frank oder nur Karl Frank; 1893–1969), österreichisch-deutsch-amerikanischer politischer Publizist, Politiker und Psychoanalytiker
- Karl Borromäus Glock (1905–1985), deutscher Verleger, Schriftsteller und Schlossbesitzer
- Karl Borromäus Hanl von Kirchtreu (tschechisch: Karel Boromejský Hanl z Kirchtreu; 1782–1874), katholischer Bischof von Königgrätz
- Karl Borromäus von Harrach zu Rohrau (1761–1829), österreichischer Arzt und Humanist, Ehrenritter des Malteser-Ordens
- Karl Borromäus Heinrich (1884–1938), deutscher Schriftsteller
- Karl Herloßsohn (eigentlich Borromäus Sebastian Georg Karl Reginald Herloß; 1804–1849), deutscher Schriftsteller, Journalist und Enzyklopädist
- Karl Borromäus Kramer (1881–1945), deutscher römisch-katholischer Geistlicher und Märtyrer
- Karl Borromäus Landsteiner (1835–1909), österreichischer katholischer Theologe und Schriftsteller
- Karl Borromäus von und zu Liechtenstein (1730–1789), kaiserlicher Feldmarschall
- Karl Borromäus von Miltitz (1781–1845), deutscher Dichter, Komponist und Musikkritiker
- Karl Borromäus Murr (* 1966), deutscher Historiker, Philosoph und Museologe
- Karl Borromäus Alexander Sessa (1786–1813), deutscher Arzt und Dramatiker
- Carl Borromäus Weitzmann  (1767–1828), Schwäbischer Mundartdichter, Jurist, Freimaurer in Wien und Ulm